# Витория-Гастейс
Вижте пояснителната страница за други значения на Виктория.
Витория-Гастейс (на испански: Vitoria; на баски: Gasteiz; но официалното име и на двата езика е Vitoria-Gasteiz) е административния център на Баския автономен район в Испания. Градът има 246 976 жители (по данни от 1 януари 2017 г.).

## Икономика
Във Витория са развити производството на автомобилни гуми (Мишлен), автомобилостроенето (тук „Мерцедес-Бенц“ произвеждат моделите си „Вито“ и „Виано“), аеронавтиката. Градът е кръстовище пътните артерии между Испания и Франция. Пристанището на Билбао е само на 60 км от Витория.

## Побратимени градове
- Анахайм, САЩ

## Личности, родени във Витория
- Андони Субисарета (р. 1961), испански футболен вратар